# Chalarus exiguus
Chalarus exiguus är en tvåvingeart som först beskrevs av Alexander Henry Haliday 1833.  Chalarus exiguus ingår i släktet Chalarus och familjen ögonflugor.
Artens utbredningsområde är Storbritannien. Inga underarter finns listade i Catalogue of Life.